# Standaardtype NCS 3e klasse
Het Standaardtype NCS 3e klasse is een stationsontwerp dat voor enkele spoorwegstations in Nederland werd gebruikt. Het ontwerp was van de hand van Nicolaas Kamperdijk. 

## Stations van het type NCS 3e klasse
- Station Hattemerbroek (1863), gesloopt voor 1970.
- Station Nunspeet (1863), gesloopt in 1906.
- Station Putten (1863), gesloopt in 1929.